# Нижний Куюк
 Нижний Куюк  — село в Атнинском районе Татарстана. Административный центр  Нижнекуюкского сельского поселения.

## География
Находится в северо-западной части Татарстана на расстоянии приблизительно 9 км по прямой на запад-северо-запад от районного центра села Большая Атня.

## История
Известно с 1619 года. 
В «Списке населённых мест Российской империи», изданном в 1866 году по сведениям 1859 года, населённый пункт упомянут как казённая деревня Большой Куюк (Тюбяк-Куюк) 2-го стана Царёвококшайского уезда Казанской губернии. Располагалась по правую сторону транспортного тракта из города Казани в Вятскую губернию, при речке Каменом Ключе, в 132 верстах от уездного города Царёвококшайска и в 6 верстах от становой квартиры в казённой деревне Уразлино (Казаклар). В деревне, в 108 дворах проживали 725 человек (375 мужчин и 350 женщин).
В 1877 году была построена мечеть, позже было и медресе.

## Население
Постоянных жителей было: в 1782 - 31 душа мужского пола, в 1859 - 686, в 1897 - 829, в 1908 - 967, в 1920 - 947, в 1926 - 950, в 1938 - 931, в 1949 - 719, в 1958 - 552, в 1970 - 527, в 1979 - 488, в 1989 - 399, в 2002 − 337 (татары 100%), 308 в 2010.